# Juan Carlos Pastor

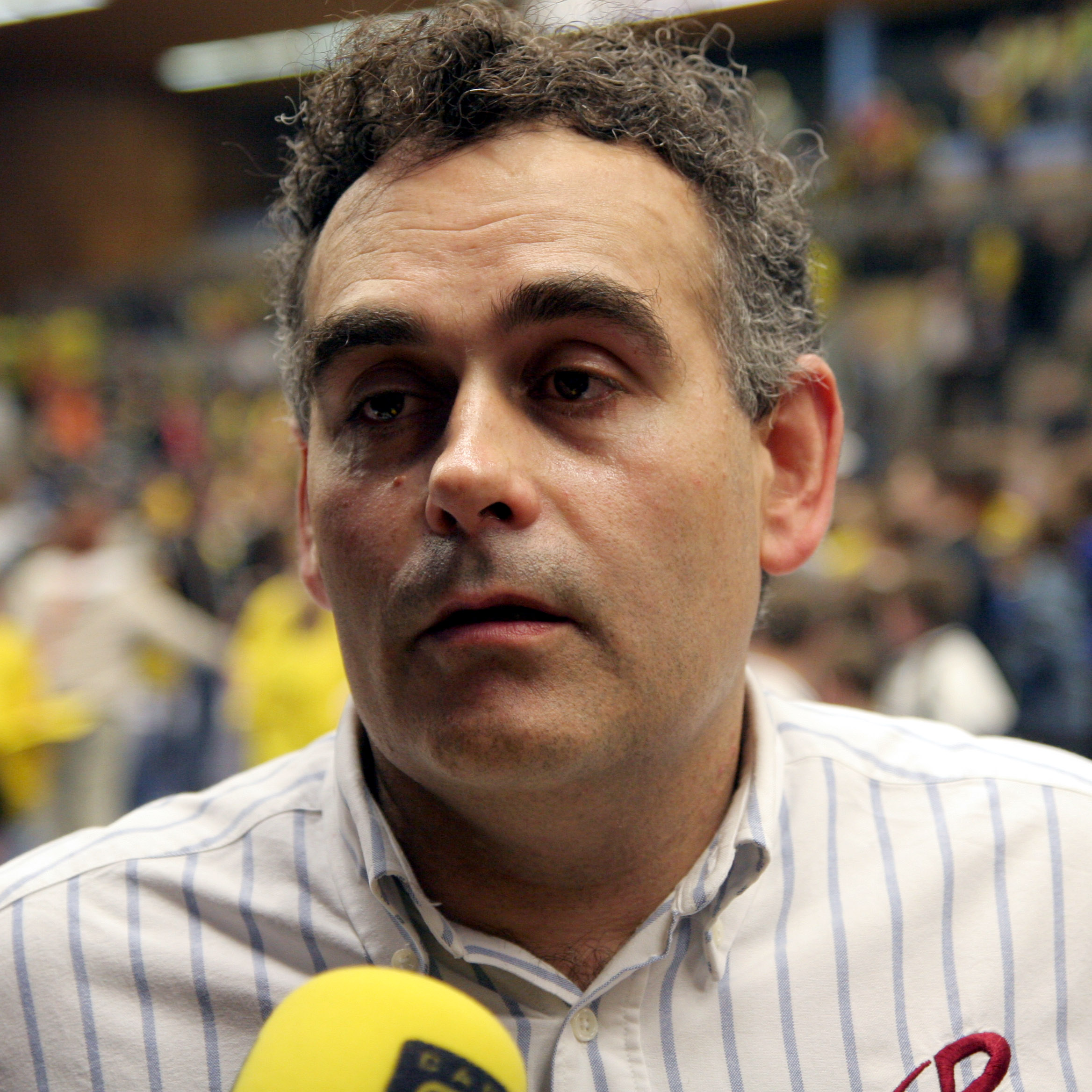
Juan Carlos Pastor en 2008

Juan Carlos Pastor, né le 18 mai 1968 à Valladolid, est un ancien handballeur espagnol aujourd'hui entraîneur.
Il a été entraîneur du BM Valladolid pendant 18 ans entre 1995 et 2013, ainsi que pendant 4 ans sélectionneur de l'équipe nationale d'Espagne avec laquelle il a remporté le Championnat du monde 2005.
À la suite de la crise touchant le handball en Espagne, il a rejoint en 2013 le club hongrois du SC Pick Szeged avec lequel il gagne le titre de championnat de Hongrie en 2018.
En 2023, il s'engage pour une saison avec la Fédération égyptienne de handball (EHF) en tant que sélectionneur. Amr Salah, qui siège au Conseil d'administration de la Fédération égyptienne de handball, a annoncé que Pastor avait signé un contrat d'une année avec la Fédération, jusqu'aux Jeux olympiques de Paris 2024.

## Palmarès d'entraîneur

### En clubs
compétitions internationales
- Coupe des vainqueurs de coupe (C2)
  - Vainqueur (1) : 2009
  - Finaliste (2) : 2004 et 2006
- Coupe de l'EHF (C3)
  - Vainqueur (1) : 2014
  - Finaliste (1) : 1999
- Coupe des Villes (C4)
  - Finaliste (1) : 2000

compétitions nationales
- Vainqueur de la Coupe du Roi (2) : 2005 et 2006
- Vainqueur de la Coupe ASOBAL (1) : 2001
- Finaliste de la Supercoupe d'Espagne en 2001, 2005, 2006
- Championnat de Hongrie
  - Vainqueur (3) : 2018, 2021, 2022
  - Vice-champion (7) : 2014, 2015, 2016, 2017, 2019, 2023, 2024
- Coupe de Hongrie
  - Vainqueur (1) : 2019
  - Finaliste (8) : 2014, 2015, 2016, 2017, 2018, 2021, 2023, 2024

### En équipe nationale
Espagne
- Médaille d'or au Championnat du monde 2005 en  Tunisie
- Médaille d'or aux Jeux méditerranéens de 2005 à Alméria en  Espagne
- Médaille d’argent au Championnat d'Europe 2006 en  Suisse
- Médaille de bronze aux Jeux olympiques de 2008 à Pekin en  Chine

 Égypte
- Médaille d'or au Championnat d'Afrique des nations 2024
- 5e place aux Jeux olympiques de 2024 à Paris en  France

### Distinctions individuelles
- Élu meilleur entraîneur de la saison en Espagne en 2005 et 2006[2]